# FC Spicul Chișcăreni
El FC Spicul Chișcăreni es un equipo de fútbol de Moldavia que juega en la Divizia B, la tercera división de fútbol en el país.

## Historia
Fue fundado en el año 1991 en la ciudad de Chiscareni luego de la disolución de la Unión Soviética como un equipo aficionado en sus primeros años de existencia.
Fue hasta el año 2016 que logra por primera vez el ascenso a la División Nacional de Moldavia como tercer lugar de la segunda categoría, aunque un año antes ya había ganado el título de segunda división pero le fue negado el ascenso.
Su primera temporada en primera división también fue su despedida luego de terminar en décimo lugar entre 12 equipos por el abandono de dos equipos de la liga donde solo ganó tres de 18 partidos.

## Palmarés
- Divizia A (1): 2015–16
- Divizia B (1): 2014–15